# Hồ Chí Minh City FC
Der Hồ Chí Minh City Football Club (vietnamesisch Câu lạc bộ bóng đá Thành phố Hồ Chí Minh) ist ein vietnamesischer Fußballverein aus Ho-Chi-Minh-Stadt. Aktuell spielt der Verein in der höchsten Liga des Landes, der V.League 1. Der Verein ist mit 4 Meisterschaften und 2 Pokalsiegen einer der erfolgreichsten Vereine des Landes.

## Vereinsgeschichte
Gegründet wurde der Verein 1975 als Cảng Sài Gòn. Bis heute gab es mehrere Namensänderungen. Die letzte war im Januar 2009. Als man sich  letztlich in FC Thành phố Hồ Chí Minh umbenannte. Hauptanteilseigner des Vereins sind Southern Steel mit 72 % und Saigon Port mit 25 % Anteilen.

## Namensänderung
| von  | bis   | Name                                                           |
| ---- | ----- | -------------------------------------------------------------- |
| 1975 | 2000  | Saigon Port Workers FC (đội bóng đá công nhân Cảng Sài Gòn)    |
| 2001 | 2003  | Saigon Port FC (Cảng Sài Gòn)                                  |
| 2004 | 2008  | Southern Steel – Saigon Port FC (Thép Miền Nam – Cảng Sài Gòn) |
| 2009 | heute | Hồ Chí Minh City FC (CLB bóng đá TP Hồ Chí Minh)               |

## Vereinserfolge

### National
- Vietnamesischer Meister: 1986, 1993/94, 1997, 2001/02[1]
- Vietnamesischer Vizemeister: 1999/00, 2000/01, 2019

- Vietnamesischer Zweitligameister: 2004, 2016

- Vietnamesischer Pokalsieger: 1992, 1999/00
- Vietnamesischer Pokalfinalist: 1994, 1996, 1997

## Stadion

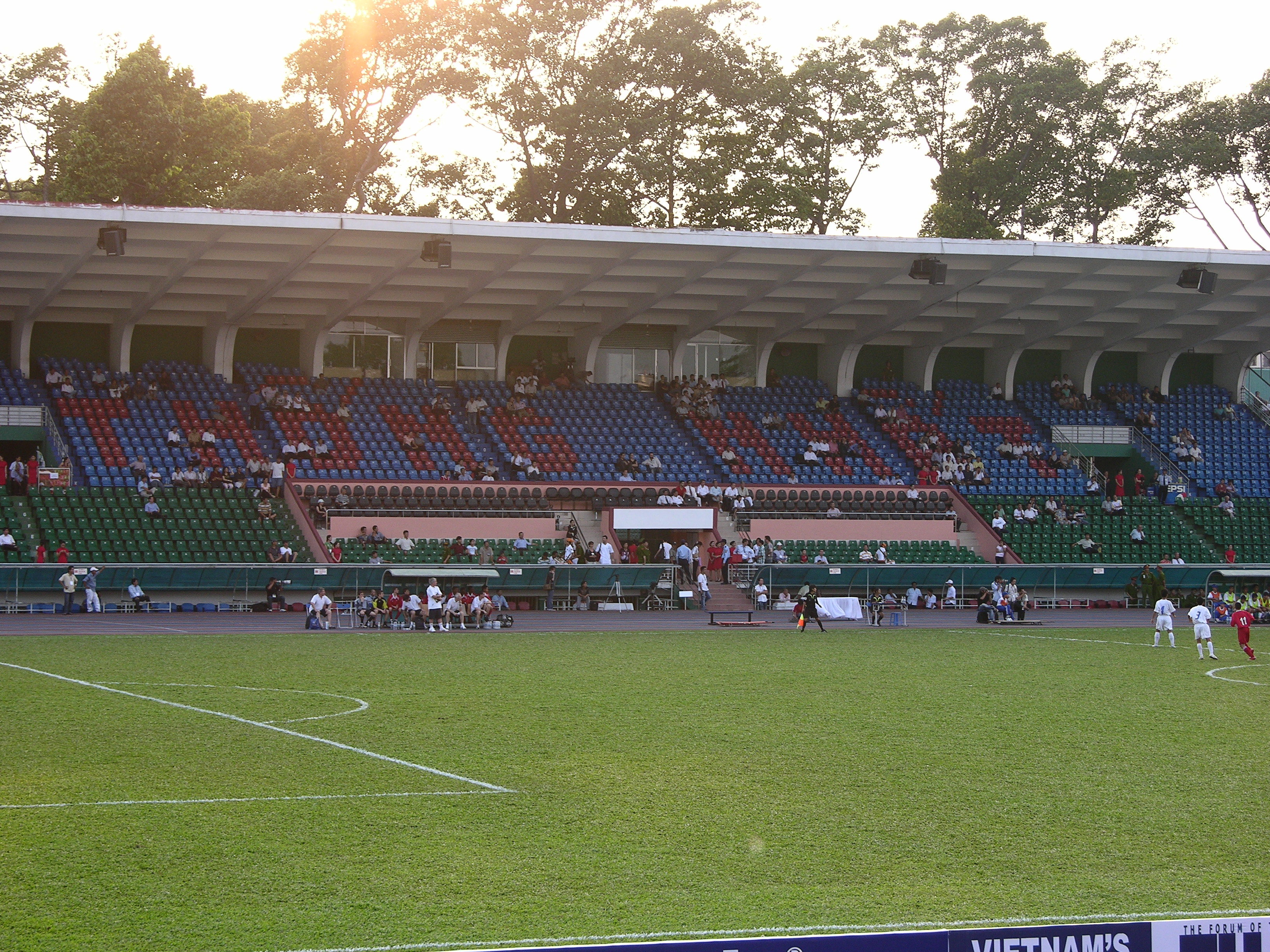
Thống Nhất Stadium

Der Verein trägt seine Heimspiele im 25.000 Zuschauer fassenden Thống Nhất Stadium in Ho-Chi-Minh-Stadt aus.
Koordinaten: 10° 45′ 38,5″ N, 106° 39′ 48″ O

## Saisonplatzierung
| Saison  | Liga                          | Platz                                                  | Vietnamese Cup                                         | Supercup                                               |
| ------- | ----------------------------- | ------------------------------------------------------ | ------------------------------------------------------ | ------------------------------------------------------ |
| 2000–01 | V.League 1                    | 4.                                                     |                                                        |                                                        |
| 2001–02 | V.League 1                    | 1.                                                     |                                                        |                                                        |
| 2003    | V.League 1                    | 11. ▼                                                  |                                                        |                                                        |
| 2004    | V.League 2                    | 1. ▲                                                   |                                                        |                                                        |
| 2005    | V.League 1                    | 8.                                                     |                                                        |                                                        |
| 2006    | V.League 1                    | 10.                                                    |                                                        |                                                        |
| 2007    | V.League 1                    | 8.                                                     |                                                        |                                                        |
| 2008    | V.League 1                    | 5.                                                     |                                                        |                                                        |
| 2009    | V.League 1                    | 13. ▼                                                  |                                                        |                                                        |
| 2010    | V.League 2                    | 10.                                                    |                                                        |                                                        |
| 2011    | V.League 2                    | 11.                                                    |                                                        |                                                        |
| 2012    | V.League 2                    | 14. ▼                                                  |                                                        |                                                        |
| 2013    | Vietnam National 2nd Division | 2. ▲                                                   |                                                        |                                                        |
| 2014    | V.League 2                    | 7.                                                     |                                                        |                                                        |
| 2015    | V.League 2                    | 3.                                                     | Vorrunde                                               |                                                        |
| 2016    | V.League 2                    | 1. ▲                                                   | 1. Runde                                               |                                                        |
| 2017    | V.League 1                    | 12.                                                    | 2. Runde                                               |                                                        |
| 2018    | V.League 1                    | 12.                                                    | Achtelfinale                                           |                                                        |
| 2019    | V.League 1                    | 2.                                                     | Halbfinale                                             |                                                        |
| 2020    | V.League 1                    | 5.                                                     | Halbfinale                                             |                                                        |
| 2021    | V.League 1                    | Die Liga wurde wegen der COVID-19-Pandemie abgebrochen | Die Liga wurde wegen der COVID-19-Pandemie abgebrochen | Die Liga wurde wegen der COVID-19-Pandemie abgebrochen |
| 2022    | V.League 1                    | 9.                                                     | Achtelfinale                                           |                                                        |
| 2023    | V.League 1                    | 13.                                                    | 1. Runde                                               |                                                        |
| 2023/24 | V.League 1                    | 4.                                                     | 1. Runde                                               |                                                        |

## Trainerchronik
Stand: Oktober 2024
| Trainer            | Nation                | von               | bis                |
| ------------------ | --------------------- | ----------------- | ------------------ |
| Jules Accorsi      | Frankreich            | 1. Juli 1998      | 30. Juni 2000      |
| Vjeran Simunic     | Kroatien              | 27. Oktober 2010  | 30. September 2011 |
| Alain Fiard        | Frankreich Kambodscha | 1. Januar 2017    | 6. November 2017   |
| Toshiya Miura      | Japan                 | 5. Januar 2018    | 10. Oktober 2018   |
| Jeong Hae-seong    | Südkorea              | 18. Dezember 2018 | 26. Juli 2020      |
| Thang Huu Nguyen   | Vietnam               | 26. Juli 2020     | 12. August 2020    |
| Jeong Hae-seong    | Südkorea              | 12. August 2020   | 12. November 2020  |
| Alexandré Pölking  | Brasilien Deutschland | 1. Dezember 2020  | 28. September 2021 |
| Minh Chien Tran    | Vietnam               | 22. Oktober 2021  | 8. August 2022     |
| Huu Thang Nguyen   | Vietnam               | 8. August 2022    | 23. August 2022    |
| Trương Việt Hoàng  | Vietnam               | 23. August 2022   | 2. Oktober 2022    |
| Vu Tien Thanh      | Vietnam               | 3. Oktober 2022   | 23. November 2023  |
| Phung Thanh Phuong | Vietnam               | 24. November 2023 |                    |